# Ozero Svito
Ozero Svito (ryska: Озеро Свито) är en sjö i Belarus.   Den ligger i voblasten Vitsebsks voblast, i den norra delen av landet, 140 km norr om huvudstaden Minsk. Ozero Svito ligger 139 meter över havet. Arean är 0,56 kvadratkilometer. Den sträcker sig 1,3 kilometer i nord-sydlig riktning, och 1,1 kilometer i öst-västlig riktning.
Omgivningarna runt Ozero Svito är en mosaik av jordbruksmark och naturlig växtlighet. Runt Ozero Svito är det glesbefolkat, med 19 invånare per kvadratkilometer.